# Kathleen Rose Perkins
Kathleen Rose Perkins (* 15. November 1974 in New Baltimore, Michigan) ist eine US-amerikanische Schauspielerin.

## Leben
Perkins wuchs in New Baltimore, Michigan auf, einer Kleinstadt vor den Toren von Detroit. Die Schwester von vier älteren Brüdern genoss die Zeit, in der sie alleine war, indem sie Rollen einstudierte und sie vor den Leuten in der Nachbarschaft aufführte. Dies führte sie zu einer High-School-Karriere, in der sie sehr am Schul- und Dramatik-Chor-Programm beteiligt war. Perkins besuchte die Western Michigan University und nach knapp drei Jahren erwarb sie einen Bachelor in Musical Theater. Nachdem sie durch Teile des Mittleren Westens gereist und in verschiedenen regionalen Theatern aufgetreten war, ging Perkins nach Los Angeles. Sie verbrachte einige Jahre mit Gelegenheitsjobs und Schauspielunterricht.

### Karriere
Perkins arbeitete mit Künstlern wie Chris O’Donnell, Courteney Cox, Christina Applegate sowie mit vielen anderen Schauspielern. Perkins trat in über zwanzig Fernsehserien auf. So hatte sie zum Beispiel wiederkehrende Rollen in Ehe ist…, Navy CIS: L.A., Gary Unmarried, Castle oder The Game. Unter ihre Filmrollen fällt zum Beispiel die Mitwirkung in Michael Bays Die Insel (2005) neben Ewan McGregor, Scarlett Johansson, Sean Bean und Michael Clarke Duncan.

### Persönliches
Perkins besitzt den schwarzen Gürtel in Taekwondo.

## Filmografie (Auswahl)

### Filmauftritte
- 2004: Burning Annie
- 2005: Die Insel (The Island)
- 2005: Living 'til the End
- 2006: Last Night (Kurzfilm)
- 2010: 10 Years Later
- 2012: Cowgirls ’n Angels – Ein himmlisches Pferdeabenteuer (Cowgirls ’n Angels)
- 2013: Genug gesagt (Enough Said)
- 2014: Gone Girl – Das perfekte Opfer (Gone Girl)
- 2014: Six Dance Lessons in Six Weeks
- 2014: Home, James
- 2014: The Skeleton Twins
- 2019: Laufen. Reiten. Rodeo. (Walk. Ride. Rodeo.)
- 2024: Almost Popular

### Fernsehauftritte
- 2003: Jack's House (Fernsehfilm)
- 2003: CSI: Miami (Fernsehserie, 1 Episode)
- 2003: Kate Fox & die Liebe (Miss Match, Fernsehserie, 1 Episode)
- 2003: Without a Trace – Spurlos verschwunden (Without a Trace, Fernsehserie, 1 Episode)
- 2004: The Amazing Westermans (Fernsehfilm)
- 2005: Suzanne's Diary for Nicholas (Fernsehfilm)
- 2005: Talk Show Diaries (Fernsehfilm)
- 2005: Living with Fran (Fernsehserie, 1 Episode)
- 2005: How I Met Your Mother (Fernsehserie, 1 Episode)
- 2006: Pamela Anderson in: Stacked (Stacked, Fernsehserie, 2 Episoden)
- 2006–2007: Help Me Help You (Fernsehserie, 4 Episoden)
- 2007: Tell Me You Love Me (Fernsehserie, 4 Episoden)
- 2008: Never Better (Fernsehfilm)
- 2008: Nip/Tuck – Schönheit hat ihren Preis (Nip/Tuck, Fernsehserie, 1 Episode)
- 2008: Grey’s Anatomy (Fernsehserie, 1 Episode)
- 2008–2009: The Game (Fernsehserie, 2 Episoden)
- 2009: Married Not Dead (Fernsehfilm)
- 2009: Castle (Fernsehserie, 1 Episode)
- 2009–2010: Ehe ist… (’Til Death, Fernsehserie, 12 Episoden)
- 2009–2013: Navy CIS: L.A. (NCIS: Los Angeles, Fernsehserie, 5 Episoden)
- 2010: The Mentalist (Fernsehserie, 1 Episode)
- 2010: Law & Order: LA (Fernsehserie, 1 Episode)
- 2011: Private Practice (Fernsehserie, 1 Episode)
- 2011–2017: Episodes (Fernsehserie, 40 Episoden)
- 2015–2019: Fresh Off the Boat (Fernsehserie, 6 Episoden)
- 2016–2017: You’re the Worst (Fernsehserie, 3 Episoden)
- 2019: Single Parents (Fernsehserie, 2 Episoden)
- 2020: I Am Not Okay With This (Fernsehserie, 7 Episoden)
- 2021: Big Shot (Fernsehserie, 7 Episoden)
- 2021–2023: Dr. Doogie Kamealoha (Doogie Kameāloha, M.D., Fernsehserie, 20 Episoden)
- 2024: Almost Popular
- 2025: Dexter: Original Sin (Fernsehserie, 2 Episoden)